# Дідрик рудохвостий
Ді́дрик рудохвостий (Chrysococcyx basalis) — вид зозулеподібних птахів родини зозулевих (Cuculidae). Мешкає в Австралії і на Тасманії.

## Опис

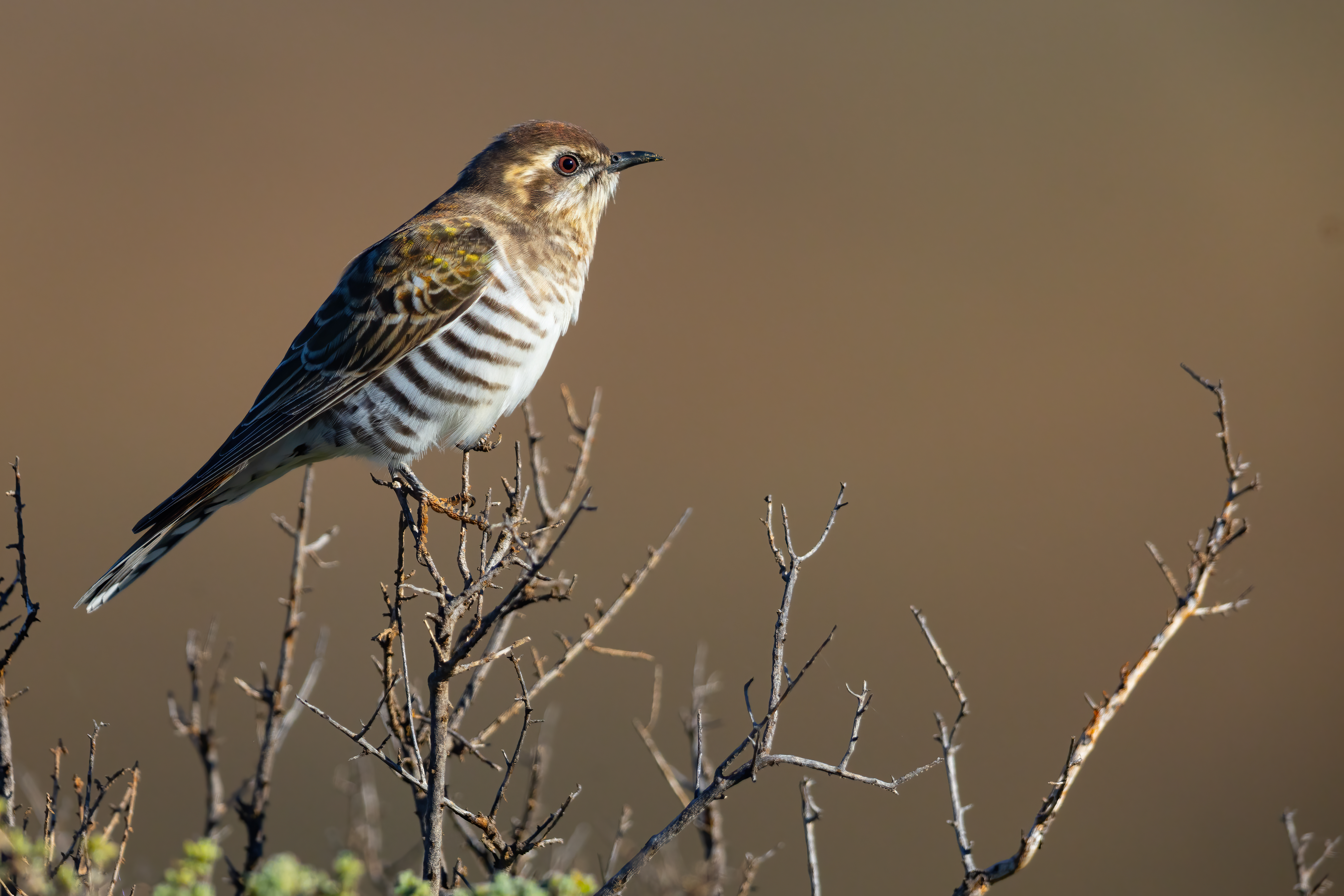
Рудохвостий дідрик

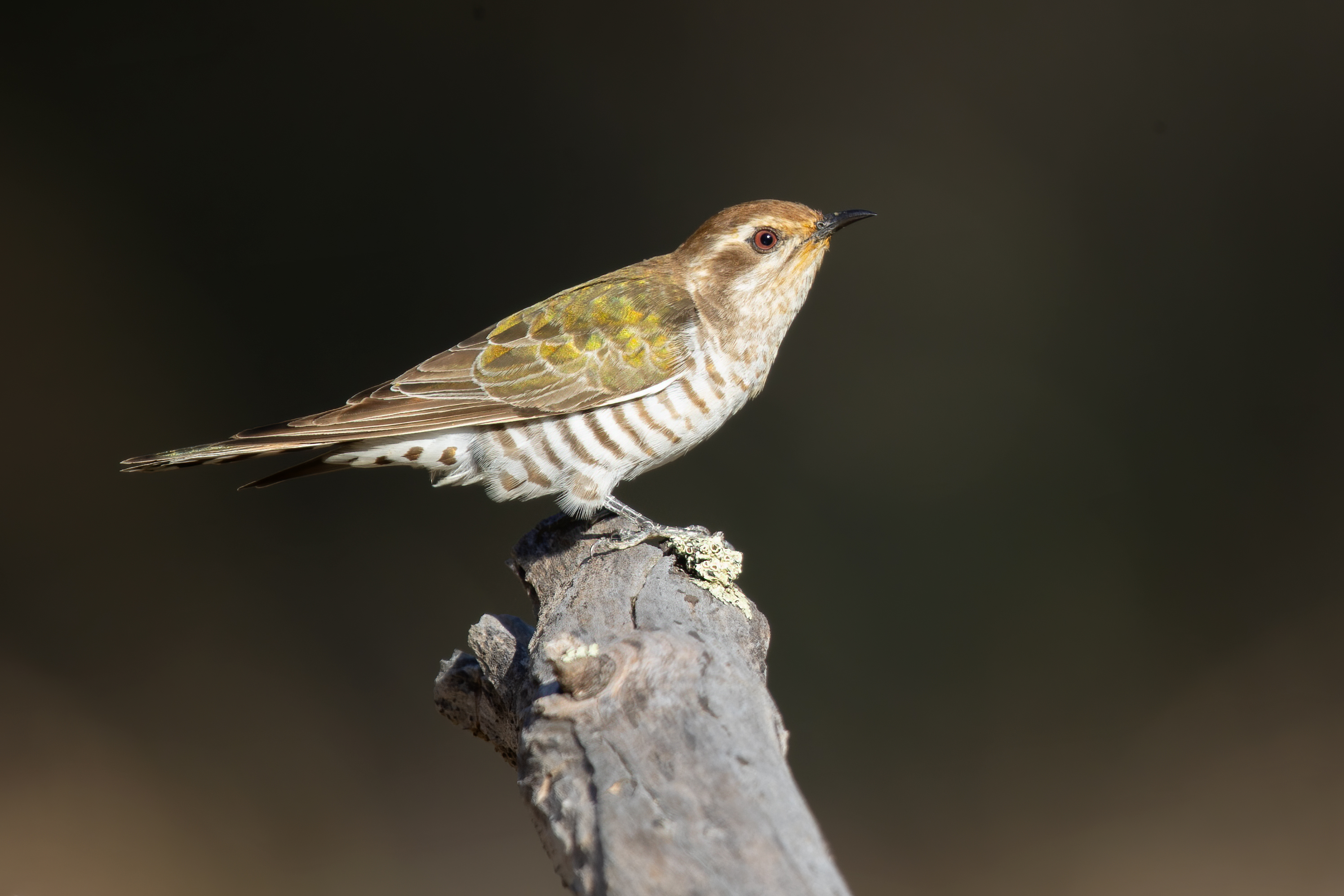
Рудохвостий дідрик

Довжина птаха становить 16 см, самці важать 22 г, самиці 24,3 г. Верхня частина тіла коричнево-зелена, блискуча, пера на них мають білі кінчики. Голова коричнювата, над рочима білі "брови". Горло і решта нижньої частини тіла білі, поцятковані поперечними коричневими або чорнуватими смугами. Стернові пера рудуваті або рудувато-коричневі. У самців райдужки червоні або темно-карі, навколо очей сірі кільця, дзьоб чорнувато-сірий або чорний. У самиць райдужки карі або блакитні, дзьоб темно-коричневий або чорний. Забарвлення молодих птахів є подібне до забарвлення дорослих птахів, однак верхня частина голови і шия у них більш тьмяні, сірувато-коричневі. "Брови" над очима і смуги на нижній частині тіла у них слабо виражені або відсутні.

## Поширення і екологія
Рудохвості дідрики мешкають в Австралії і на Тасманії, переважно на південному заході і південному сході континенту. Взимку частина південних популяцій мігрує на північ Австралії і далі напівдень Нової Гвінеї, на Молуккські і Зондські острови, іноді досягаючи Малайського півострова. Рудохвості дідрики живуть в евкаліптових лісах і рідколіссях, в саванах, чагарникових і мангрових заростях, в парках і садах. Основою їх раціону є гусінь і комахами, іноді вони також поїдають ягоди. Як і багато інших видів зозуль, практикують гніздовий паразитизм, відкладаючи яйця в гнізда іншим птахам, зокрема сапфіровим і лазуровим малюрам та лісовим шиподзьобам.
Рудохвості дідрики розмножуються протягом всього року, однак на півдні Австралії більшість яєць відкладається ними в період з серпня по листопад, в центрі континенту переважно навесні і восени, а на півночі — протягом всього року. за винятком квітня і липня. Зазвичай зозулі відкладають яйця о 8-9 годині ранку. Вони чекають, поки птах-хазяїн покине своє гніздо, після чого дуже швидко відкладають своє яйце і покидають гніздо, тримаючи в дзьобі яйце птаха-хазяїна, яке потім поїдають. Тривалість перебування птаха в гнізді становить не більше 3,3-5 секунд. Яйця рудохвостого дідрика мають білуватий або рожевуватий відтінок, і є поцяткованими рудувато-коричневими плямками, їх вага становить 1 г. 
Пташенята рудохвостого дідрика вилуплюються через 12-13,5 днів після відкладання яйця, раніше, ніж інші птахи в гнізді. Через 24-30 годин вони викидають з гнізда яйця, що не встигли вилупитися або інших пташенят. Пташенята відкривають очі на 4 день життя, повністю покриваються пір'ям на 14 день. Вони покидають гніздо через 15-19 днів після вилуплення, однак птахи-хазяї продовжують годувати їх ще деякий час.